# Diocesi di Tunigaba
La diocesi di Tunigaba (in latino: Dioecesis Thunigabensis) è una sede soppressa e sede titolare della Chiesa cattolica.

## Storia
Tunigaba, identificabile con Henchir-Aïn-Laabed nell'odierna Tunisia, è un'antica sede episcopale della provincia romana dell'Africa Proconsolare, suffraganea dell'arcidiocesi di Cartagine.
A questa sede è attribuibile un solo vescovo, Nivenzio, che intervenne, per parte cattolica, alla conferenza di Cartagine del 411, che vide riuniti assieme i vescovi cattolici e donatisti dell'Africa romana; in quell'occasione la sede non aveva vescovi donatisti.
Oggi Tunigaba sopravvive come sede vescovile titolare; l'attuale vescovo titolare è Paweł Socha, C.M., già vescovo ausiliare di Zielona Góra-Gorzów.

## Cronotassi dei vescovi
- Nivenzio † (menzionato nel 411)

## Cronotassi dei vescovi titolari
- Giocondo Maria Grotti, O.S.M. † (8 luglio 1965 - 28 settembre 1971 deceduto)
- Julius Babatunde Adelakun (16 novembre 1972 - 13 aprile 1973 nominato vescovo di Oyo)
- Paweł Socha, C.M., dal 20 novembre 1973